# Godthåb (parochie)
Godthåb is een parochie van de Deense Volkskerk in de Deense gemeente Aalborg. De parochie maakt deel uit van het bisdom Aalborg en telt 1403 kerkleden op een bevolking van 1547 (2004).
Godthåb werd pas in de 20e eeuw een zelfstandige parochie. De kerk uit 1912 was bij de bouw een filiaalkerk van Øster Hornum. Historisch maakt de parochie deel uit van de herred Hornum. In 1970 ging de parochie op in de nieuwe gemeente Aalborg.
Bislev · Dall · Ejdrup · Ellidshøj · Farstrup · Ferslev · Frejlev · Godthåb · Lundby · Nibe · Nørholm · Sebber · Sønderholm · Store Ajstrup · Svenstrup · Vokslev · Volsted